# Park Jun-heui
Park Jun-heui (koreanisch 박준희; * 1. März 1991) ist ein südkoreanischer Fußballspieler. Aktuell steht er bei Ansan Greeners FC unter Vertrag.

## Karriere

### Jugendzeit
Seine Ausbildung fing er an der Gwangmyeong Technical High School an, die er von 2007 bis 2009 besuchte. Danach ging er auf die Konkuk University und schloss sie 2013 ab. 

### Fußball-Karriere in Südkorea
Nach seiner Ausbildungszeit ging er zu den Pohang Steelers. Für die Steelers lief er insgesamt 17 mal auf. 2017 wechselte er zum Zweitligisten Ansan Greeners FC. 